# 青木ヶ原 (映画)
『青木ヶ原』（あおきがはら）は、2012年制作の日本映画。
石原慎太郎による短編小説集『生死刻々』（2009年、文藝春秋刊）所収の一編「青木ヶ原」を原作に、石原が製作総指揮を務めると共に48年ぶりに映画出演もした純愛ドラマ。新城卓が『秘祭』、『俺は、君のためにこそ死ににいく』に次いで石原と3回目のタッグを組んだ作品。

## あらすじ
山梨県の忍野村でペンションを経営すると共に村議会議員を務める松村雄大はある夜、行きつけのバーで1人の男と出会う。彼は翌日に行なわれる、毎年恒例になっている青木ヶ原樹海での遺体一斉捜索に同行したいと申し出る。
すると捜索で、その男が約2年前の遺体となって発見される。しかし、その後も男の幽霊は松村の前に現れ続ける。松村が村の住職に相談すると、住職は男は松村に何か頼みたいことがあるはずだと言う。
松村は県警の友人のつてで彼が滝本道夫という、東京の老舗紙問屋の入婿で若旦那をつとめていた事を知り、東京に行く。
そこで松村は、道夫が慈善活動で知り合った加納純子という若い女性と深い関係になっていた事を知る。松村は道夫の死の謎を解き明かすべくさらに調査を進め、やがて樹海に辿り着く。

## キャスト
- 松村雄大：勝野洋[1]
- 加納純子：前田亜季
- 滝本道夫：矢柴俊博
- カッちゃん：ゴリ
- 大前：田中伸一
- 石原良純
- 二木てるみ
- 左とん平
- 紙問屋の番頭：渋谷天外
- 志津（滝本の妻）：長谷川真弓
- 中村育二
- 春田純一
- 村の住職：津川雅彦
- 石原慎太郎

## 山梨県の反応
山梨県はもともと「自殺の名所」として名高い青木ヶ原に「映画によって自殺志願者を青木ヶ原樹海に呼ぶことになりかねない」として、制作を快く思っていないようで、2012年5月、当時東京都知事だった石原は福島県で開かれた関東地方知事会の際に、山梨県知事の横内正明から「配慮してほしい」と声をかけられた。
また、監督の新城卓のもとにも2012年6月、山梨県の担当者2人が訪ねてきて、「自殺を助長しかねない。映画の撮影をできればやめてほしい。」と告げられたという。石原はこの映画を「人間の生きる尊厳を、年間自殺者が3万人を超える現代社会に問う内容」だとしている。
結局、山梨県は青木ヶ原でのロケを認めなかったため、樹海でカメラを回すのは2度にとどめ、その後は静岡県側の富士山麓で大半の撮影を行なった。
劇場公開直前の2013年1月には、県に対して上映中止の申し入れを検討するようにとの意見が寄せられた。

## 受賞
- 第23回日本映画批評家大賞・編集賞（井上秀明）[6]